# Ван Чанлін
Ван Чанлін (王昌龄, 698 — 756) — китайський поет та державний службовець часів династії Тан. Ван Чанлін разом з Ван Веєм, Лі Сінем, Гао Ши, Чень Сеном був творцем пасторальної поезії в стародавньому Китаї. Усіх разом їх називали Ван-Лі-Гао-Чень.

## Життєпис
Народився у м. Тайюань (сучасна провінція Шаньсі). Здобув гарну освіту. У 727 році з успіхов склав імператорський іспит та отримав вищу вчену ступінь цзіньши. У 734 році призначається державним секретарем. Пізніше призначається головою м. Шішуй (сучасна територія у провінції Хенань). наприкінці життя отримує посаду голови округу Цзяннін. Втім незабаром викликав невдаволеня імператора й засланий до м. Лунбяо на території колишнього князівства Елан (сучасний повіт Гуйчжоу провінції Хунань).
З початком у 756 році повстання Ань Лушаня повернувся до рідного міста. Тут незабаром його було вбито заколотниками.

## Творчість
У доробку Ван Чанліна є 180 віршованих творів, яких поділяють на дві групи: перші — прикордонні, армійські («У військовому поході», «За Великою стіною», присвячені суворим військовим буднях прикордонних околиць, солдатській службі); другі — цивільні, про жінок. Чимала частина присвячена оспівуванню життя відлюдника.
Поет зумів побачити трагедію війни, гнівно засуджував військових очільників, котрі жадали слави і добували її за рахунок загибелі простих солдатів.